# 凹葉柃木畸節蜱
凹葉柃木畸節蜱（学名：Abacarus emarginatus）为節蜱科畸節蜱屬下的一个种。